# Norala
Norala é um município de  terceira classe de renda municipal (d) na província Cotabato do Sul, nas Filipinas. De acordo com o censo de 1 de maio  de  2020 possui uma população de 46 682 pessoas e 11 385 domicílios.